# Les Bouchoux
Les Bouchoux település Franciaországban, Jura megyében. Lakosainak száma 313 fő (2022. január 1.). Les Bouchoux Belleydoux, Choux, Coiserette, Larrivoire, La Pesse, Viry és Vulvoz községekkel határos.

## Népesség
A település népességének változása:
| Lakosok száma | 319  | 250  | 268  | 321  | 311  | 316  | 317  | 308  | 310  | 313  |
|               | 1968 | 1982 | 1990 | 2006 | 2013 | 2015 | 2017 | 2019 | 2020 | 2022 |